# Michail Chergiani
Michail Vissarionovič Chergiani (in georgiano მიხეილ ხერგიანი?; in russo Михаил Виссарионович Хергиани?; Mest'ia, 20 marzo 1935 – cima Su alto, 4 luglio 1969) è stato un alpinista sovietico.
Michail, il cui nome di battesimo era Čchumlian era nato nella Repubblica Socialista Sovietica Georgiana, nel villaggio di Lagami, vicino a Mest'ia, nella regione storica della Svanezia.
Proveniva da una famiglia di scalatori: il padre Vissarion aveva conquistato la cima dell'Ushba nel 1937, anche lo zio, Maksim Davydovič Gvarliani, e il cugino erano scalatori.
Diplomatosi nel 1951 alla scuola di alpinismo è stato istruttore di arrampicata e per sette volte campione sovietico di arrampicata.
Nel 1954 aveva scalato alcune vette nel Pamir, tra cui: il ghiacciaio del picco Garmo, il picco Molotov (6853 m) e il picco Stalin (picco del Comunismo); nel 1958 il picco Lenin, da sud attraverso il passo Krylenko.
Nel 1960 è stato nel Regno Unito per una serie di itinerari su roccia  dove si è meritato l'appellativo di "tigre della roccia". Nel Caucaso ha affrontato l'Ullu-tau, l'Ushba; nel Tien Shan la cima Važa Pšavely (6918 m) del pik Pobedy (1961 e 1966).  Nel 1967 in coppia con Vjčeslav Oniščenko il Grand Capucin, nel massiccio del monte Bianco. Era stato insignito nel 1966 dell'Ordine del distintivo d'onore per altissimi meriti sportivi.
Nell'estate del 1969 un gruppo di alpinisti sovietici raggiunse le Alpi italiane per intraprendere una serie di salite, l'ultima delle quali è stata la cima del Su Alto (monte Civetta), intrapresa da Chergiani con il moscovita Vjačeslav Oniščenko. Vi fu un incidente e Chergiani volò lungo un canalone per circa 600 metri e si schiantò sulle rocce. Fu sepolto nel suo villaggio natale in Georgia dove ora sorge un museo a lui dedicato.

## Dediche
- In suo nome è stato istituito in Russia un premio di arrampicata nel 1971; sono a lui dedicati una parete rocciosa in Crimea, un picco dei monti Turkistan nel sistema montuoso del Pamir-Alaj e una via alpina in Bulgaria.
- Vladimir Semënovič Vysockij gli ha dedicato "Verso l'alto"[6][7]. Ugualmente gli hanno dedicato dei versi il poeta Evgenij Aleksandrovič Evtušenko e il compositore Jurij Iosifovič Vizbor.
- Nel 1985 è sorto nella sua casa natale di Lagami il museo a lui dedicato.
- Su suggerimento dello scopritore, l'astronomo sovietico N. S. Černyh, è stato chiamato 3234 Hergiani un asteroide che si trova nella fascia tra le orbite di Marte e Giove.

## Galleria d'immagini

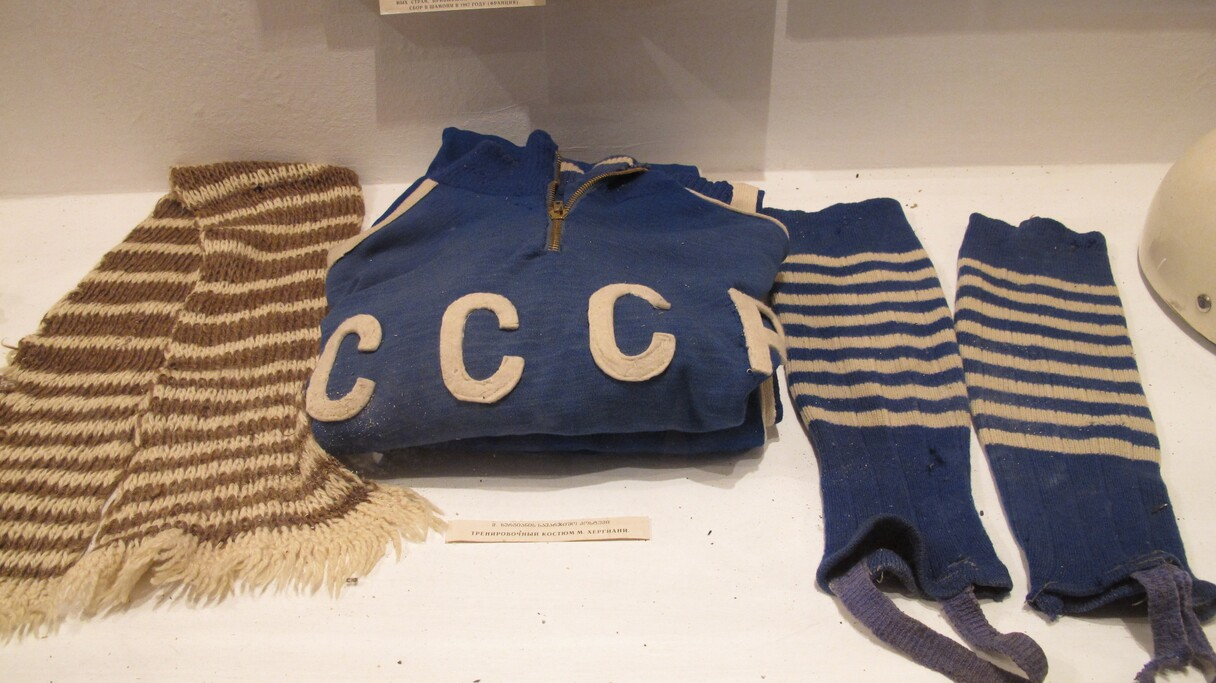
Indumenti di Chergiani